# Hostage Calm
Hostage Calm est un groupe américain de rock, originaire de Wallingford, Connecticut. Formé en 2007, Hostage Calm compte deux EP, quatre albums studio, et un split avec Anti-Flag. Le groupe annonce sa séparation le 8 octobre 2014, et joue son dernier concert le 6 mars 2015.

## Histoire

### Demo,LensetHostage Calm(2007–2011)
Hostage Calm est formé à la suite de la séparation d'At All Costs en juillet 2007,. Hostage Calm fait ses débuts à l'été 2007 à la suite de la sortie d'une démo 7" sur Headcount Records. Ils signent chez Redscroll Records en septembre 2007. Précédé par Nosebleed Section, leur premier album studio, Lens, sort en 2008 chez Redscroll Records. En février 2009, le groupe annonce l'enregistrement de son prochain album en avril, avec l'intention de le sortir plus tard dans l'année,. Le 2 décembre 2009, il est annoncé que le groupe avait signé chez Run for Cover Records ; parallèlement, Affidavit est mis en ligne. Peu de temps après, Lens est réédité par Panic Records. En janvier 2010, le groupe part en tournée sur la côte est des États-Unis avec My Heart to Joy. Ils reçoivent une attention nationale pour leur deuxième album studio, Hostage Calm. L'album éponyme est bien accueilli par la critique et largement salué pour son son révolutionnaire, unique et anguleux. Hostage Calm connait une évolution musicale et lyrique marquée, incorporant des éléments de musique du monde, des rythmes latins, de la power pop, du post-hardcore, du post-punk et d'autres genres qui ne sont pas typiquement associés au punk.
En juillet 2010, le groupe effectue une tournée sur la côte Est avec Make Do and Mend. Défenseur de l'égalité LGBT, le groupe distribue gratuitement son album éponyme en échange de la signature d'une pétition en ligne adressée aux sénateurs opposés à l'égalité du mariage lors du vote du Sénat de New York en 2011, qui se solde finalement par un succès. L'album contient également la chanson de protestation Ballots/Stones, qui dénonce l'interdiction du mariage homosexuel dans une grande partie de l'Amérique. Hostage Calm participe à de nombreux événements LGBT et à des sorties caritatives, et continue de distribuer son t-shirt emblématique I Support Same-Sex Marriage. En 2011, le guitariste Tom Chiari est embauché comme directeur du label Run For Cover Records.

### Please Remain Calm(2012–2013)
En 2012, le groupe sort son album phare Please Remain Calm, largement salué par la critique. Salué comme « définissant une génération » et « l'album punk de la Grande Récession », Please Remain Calm présente une réflexion émotionnelle sur les bouleversements sociaux de la récession américaine. Caroline Vallejo (Alter the Press) décrit Please Remain Calm comme « l'accumulation de tout ce que Hostage Calm peut faire mieux que n'importe qui d'autre aujourd'hui [...] ils sont devenus une voix pour leurs fans et ont repris le but du hardcore américain que tant de groupes ont oublié. » Drew Beringer (AbsolutePunk) a loué l'album comme « le plus honnête, le plus authentique et le plus important que vous entendrez de toute l'année. » Musicalement, Please Remain Calm repousse les limites du punk moderne en fusionnant des arrangements orchestraux et 'a cappella avec la sensibilité pop et le côté punk de leurs précédents albums. L'album est enregistré en direct à Baltimore, dans le Maryland, où il est coproduit par le producteur indépendant J. Robbins et Hostage Calm.
Hostage Calm effectue de nombreuses tournées mondiales avec des groupes tels que Anti-Flag, Saves the Day, The Wonder Years, Streetlight Manifesto, Balance and Composure, Rival Schools, et joue même le Vans Warped Tour 2011.

### Die on Stageet séparation (2014)
Le 22 juillet 2014, le groupe annonce que son nouvel album, Die on Stage, sortira le 16 septembre 2014, et publie un clip vidéo pour le single Your Head/Your Heart. L'album est produit par Will Yip de Studio 4. Le 7 octobre 2014, Hostage Calm abandonne les dates restantes de sa tournée avec Citizen. Le 8 octobre 2014, Hostage Calm annonce sa séparation. Tous les concerts suivants sont annulés. Les derniers concerts sont joués à Philadelphie le 25 février (avec Such Gold, Clique, et Slaughter Beach, Dog), à New York le 27 février (avec Such Gold et Captain, We're Sinking), à Boston le 28 février (avec Such Gold, Captain, We're Sinking, et Give), à Chicago le 4 mars (avec True Love et Luke Schwartz), et leur dernier concert au Toad's Place à New Haven le 6 mars.

## Discographie

### Albums studio
- 2008 : Lens (Redscroll Records)
- 2010 : Hostage Calm (Run for Cover Records)
- 2012 : Please Remain Calm (Run for Cover Records)
- 2014 : Die on Stage (Run for Cover Records)

### EP
- 2007 : Demo (Headcount Records)
- 2013 : Hostage Calm/Anti-Flag (split avec Anti-Flag) (Run for Cover Records)

### Singles
- 2011 : War on A Feeling / Donna Lee (Run for Cover Records)

### Albums live
- 2012 : Hostage Calm: Audiotree Live (Audiotree)

### Compilations
- 2010 : Hostage Calm UK Sampler (Run For Cover Records)
- 2011 : All of Hostage Calm (Ice Grills Records)
- 2013 : Tonight, They Won't Take Me Alive